# Grand Prix Formule 1 van Hongarije 2000
De Grand Prix Formule 1 van Hongarije 2000 werd verreden op 13 augustus op de Hungaroring in Mogyoród nabij Boedapest.

## Uitslag
| Pos. | Nr. | Coureur               | Constructeur       | Rondes | Tijd / Oorzaak uitval | Grid | Punten |
| ---- | --- | --------------------- | ------------------ | ------ | --------------------- | ---- | ------ |
| 1    | 1   | Mika Häkkinen         | McLaren - Mercedes | 77     | 1:45:33.869           | 3    | 10     |
| 2    | 3   | Michael Schumacher    | Scuderia Ferrari   | 77     | +7.917                | 1    | 6      |
| 3    | 2   | David Coulthard       | McLaren - Mercedes | 77     | +8.455                | 2    | 4      |
| 4    | 4   | Rubens Barrichello    | Scuderia Ferrari   | 77     | +44.157               | 5    | 3      |
| 5    | 9   | Ralf Schumacher       | Williams-BMW       | 77     | +50.437               | 4    | 2      |
| 6    | 5   | Heinz-Harald Frentzen | Jordan-Mugen-Honda | 77     | +1:08.099             | 6    | 1      |
| 7    | 6   | Jarno Trulli          | Jordan-Mugen-Honda | 76     | +1 Ronde              | 12   |        |
| 8    | 7   | Eddie Irvine          | Jaguar Racing      | 76     | +1 Ronde              | 10   |        |
| 9    | 10  | Jenson Button         | Williams-BMW       | 76     | +1 Ronde              | 8    |        |
| 10   | 17  | Mika Salo             | Sauber - Petronas  | 76     | +1 Ronde              | 9    |        |
| 11   | 12  | Alexander Wurz        | Benetton Formula   | 76     | +1 Ronde              | 11   |        |
| 12   | 22  | Jacques Villeneuve    | BAR-Honda          | 75     | +2 Rondes             | 16   |        |
| 13   | 19  | Jos Verstappen        | Arrows - Supertec  | 75     | +2 Rondes             | 20   |        |
| 14   | 23  | Ricardo Zonta         | BAR-Honda          | 75     | +2 Rondes             | 18   |        |
| 15   | 20  | Marc Gené             | Minardi            | 74     | +3 Rondes             | 21   |        |
| 16   | 18  | Pedro de la Rosa      | Arrows - Supertec  | 73     | +4 Rondes             | 15   |        |
| DNF  | 21  | Gaston Mazzacane      | Minardi            | 68     | Motor                 | 22   |        |
| DNF  | 8   | Johnny Herbert        | Jaguar Racing      | 67     | Versnellingsbak       | 17   |        |
| DNF  | 16  | Pedro Diniz           | Sauber - Petronas  | 62     | Transmissie           | 13   |        |
| DNF  | 11  | Giancarlo Fisichella  | Benetton Formula   | 31     | Remmen                | 7    |        |
| DNF  | 15  | Nick Heidfeld         | Prost Grand Prix   | 22     | Elektrisch            | 19   |        |
| DNF  | 14  | Jean Alesi            | Prost Grand Prix   | 11     | Wielophanging         | 14   |        |

## Statistieken
| Snelste ronde | Rubens Barrichello | Scuderia Ferrari | 1:34.481 |

1936 · 1986 · 1987 · 1988 · 1989 · 1990 · 1991 · 1992 · 1993 · 1994 · 1995 · 1996 · 1997 · 1998 · 1999 · 2000 · 2001 · 2002 · 2003 · 2004 · 2005 · 2006 · 2007 · 2008 · 2009 · 2010 · 2011 · 2012 · 2013 · 2014 · 2015 · 2016 · 2017 · 2018 · 2019 · 2020 · 2021 · 2022 · 2023 · 2024 · 2025 · 2026 · 2027 · 2028 · 2029 · 2030 · 2031 · 2032